# Strongylosoma asperum
Strongylosoma asperum är en mångfotingart som beskrevs av Koch 1867. Strongylosoma asperum ingår i släktet Strongylosoma och familjen orangeridubbelfotingar. Inga underarter finns listade i Catalogue of Life.